# ديفيد سوغيت
ديفيد سوغيت (بالفرنسية: David Sauget)‏ (مواليد 23 نوفمبر 1979 في شامباغنول - فرنسا) لاعب كرة قدم فرنسي يلعب حاليا لصالح نادي الدرجة الأولى غرونوبل الفرنسي منذ 2009 في مركز قلب الدفاع . .

## روابط خارجية
- ديفيد سوغيت على موقع قاعدة بيانات كرة القدم.إي يو (الإنجليزية)
- ديفيد سوغيت على موقع Soccerway.com (الإنجليزية)
- ديفيد سوغيت على موقع عالم كرة القدم.نت (الإنجليزية)
- ديفيد سوغيت على موقع كووورة
- ديفيد سوغيت على موقع AS.com (الإسبانية)